# 1423 Jose
1423 Jose (1936 QM) là một tiểu hành tinh vành đai chính được phát hiện ngày 28 tháng 8 năm 1936 bởi J. Hunaerts ở Uccle.